# Andréas Bouchalákis
Andréas Bouchalákis (grec moderne : Ανδρέας Μπουχαλάκης), né le 5 avril 1993 à Héraklion en Grèce, est un footballeur international grec qui évolue au poste de milieu de terrain.

## Carrière
Le 27 juillet 2017, il rejoint Nottingham Forest.

## Palmarès

### En équipe nationale
- Équipe de Grèce des moins de 19 ans
  - Finaliste du Championnat d'Europe de football des moins de 19 ans en 2012

### En club
Olympiakos
- Championnat de Grèce (6)
  - Champion : 2015, 2016, 2017, 2020, 2021  et 2022